# Ringkjøbing (provincie)
Ringkjøbing Amt (provincie Ringkjøbing) is een voormalige provincie in Denemarken. De oppervlakte bedroeg in 2005 4853,95 km². De provincie telde 274.574 inwoners waarvan 138.012 mannen en 136.562 vrouwen (cijfers 2005).
In 1970 voerde Denemarken een grote herindelingsoperatie door waarbij het aantal gemeenten fors werd verminderd. Ook het aantal provincies werd verminderd zij het niet zo fors. Het oude Ringkøbing Amt ging vrijwel in zijn geheel over in de nieuwe provincie.
Op 1 januari 2007 werden de provincies in Denemarken afgeschaft. Ringkjøbing werd deel van de nieuwe regio Midden-Jutland.

## Gemeenten
| - Aaskov - Aulum-Haderup - Brande - Egvad - Herning - Holmsland - Holstebro - Ikast - Lemvig | - Ringkøbing - Skjern - Struer - Thyborøn-Harboøre - Thyholm - Trehøje - Ulfborg-Vemb - Videbæk - Vinderup |

Hoofdstad (Inclusief Bornholm) · Midden-Jutland · Noord-Jutland · Seeland · Zuid-Denemarken

Tot 2007: Aarhus · Bornholm · Frederiksborg · Funen · Kopenhagen · Noord-Jutland · Ribe · Ringkjøbing · Roskilde · Storstrøm · Vejle · Vestsjælland · Viborg · Zuid-Jutland 